# Чуварина
Чуварина — деревня в Шатровском муниципальном округе Курганской области России.

## География
Деревня находится на севере Курганской области, в пределах юго-западной части Западно-Сибирской равнины, в подтаёжно-лесостепной зоне, на левом берегу реки Мостовки, на расстоянии примерно 20 километров (по прямой) к юго-востоку от села Шатрова, административного центра района. Абсолютная высота — 74 метра над уровнем моря.

### Климат
Климат характеризуется как континентальный, с холодной продолжительной малоснежной зимой и коротким тёплым сухим летом. Среднегодовая температура — 0,3 °C. Средняя температура воздуха самого холодного месяца (января) составляет −14 — −4 °C (абсолютный минимум — −43 °С); самого тёплого месяца (июля) — 12 — 21 °C (абсолютный максимум — 37 °С). Безморозный период длится в среднем 133 дня. Годовое количество атмосферных осадков — 410 мм, из которых большая часть выпадает в тёплый период. Снежный покров держится около 148 дней.

## История
До 1917 года в составе Мостовской волости Ялуторовского уезда Тобольской губернии. По данным на 1926 год состояла из 152 хозяйств. В административном отношении являлась центром Чуваринского сельсовета Шатровского района Тюменского округа Уральской области.

## Население
| 1989 | 2002 | 2010 |
| ---- | ---- | ---- |
| 111  | ↗126 | ↘58  |

По данным переписи 1926 года в деревне проживало 631 человек (299 мужчин и 332 женщины), в том числе: русские составляли 99 % населения.

### Гендерный состав
По данным Всероссийской переписи населения 2010 года в гендерной структуре населения мужчины составляли 53,4 %, женщины — соответственно 46,6 %.

### Национальный состав
Согласно результатам Всероссийской переписи населения 2002 года, в национальной структуре населения русские составляли 85 %.